# Norbert Nebes
Norbert Nebes (* 6. Februar 1955 in München) ist ein deutscher Semitist, der von 1994 bis September 2022 Inhaber des Lehrstuhls für Semitische Philologie und Islamwissenschaft an der Friedrich-Schiller-Universität Jena war und dort derzeit Leiter der Forschungsstelle Antikes Südarabien und Nordostafrika ist. Seine Hauptarbeitsgebiete sind Altsüdarabische Epigraphik, Kulturkontakte Südarabiens und Äthiopiens in der Antike, Arabische Philologie und Sprachwissenschaft, sowie die Geschichte der arabischen Halbinsel in vorislamischer Zeit.

## Leben
Nebes studierte von 1974 bis 1982 Klassische Philologie, Assyriologie, Philologie des Christlichen Orients und Semitistik an der Ludwig-Maximilians-Universität München. 1982 wurde er bei Adolf Denz in München in Semitistik promoviert und hat sich 1989 an der Philipps-Universität Marburg für Semitistik habilitiert. Seit 1990 nimmt er als Grabungsphilologe an den Expeditionen des Deutschen Archäologischen Instituts (DAI) im Jemen (Ma'rib, Sirwah, Dschebel al-Awd), seit 2008 an den Grabungen des DAI in Tigray (Wuqro, Yeha) teil. Seit 2008 ist er Ordentliches Mitglied der Akademie der Wissenschaften und der Literatur Mainz.

## Schriften
- Funktionsanalyse von kāna yafʿalu. Ein Beitrag zur Verbalsyntax des Althocharabischen mit besonderer Berücksichtigung der Tempus- und Aspektproblematik (= Studien zur Sprachwissenschaft. Band 1). Olms, Hildesheim/Zürich/New York 1982, ISBN 3-487-07300-5.
- Die Konstruktionen mit /FA-/ im Altsüdarabischen. Syntaktische und epigraphische Untersuchungen (= Veröffentlichungen der Orientalischen Kommission der Akademie der Wissenschaften und der Literatur Mainz. Band 40). Harrassowitz, Wiesbaden 1995, ISBN 3-447-03576-5.
- Könige der Weihrauchstraße. Zur Geschichte Südarabiens und Äthiopiens im frühen 1. Jahrtausend vor Christus (= Fakultätsvorträge der Philologisch-Kulturwissenschaftlichen Fakultät der Universität Wien. Band 11). Vienna University Press/V & R unipress, Göttingen 2014, ISBN 978-3-8471-0355-4.
- Der Tatenbericht des Yiṯaʿʾamar Watar bin Yakrubmalik aus Ṣirwāḥ (Jemen). Zur Geschichte Südarabiens im frühen 1. Jahrtausend vor Christus. Mit einem archäologischen Beitrag von Iris Gerlach und Mike Schnelle (= Epigraphische Forschungen auf der Arabischen Halbinsel. Band 7). Wasmuth, Tübingen 2016, ISBN 978-3-8030-2203-5.